# Браиловка (Черновицкая область)
Браиловка (укр. Браїлівка) — село в Кельменецкой поселковой общине Днестровского района Черновицкой области Украины.
До 2020 года входило в Кельменецкий район
После заключения Бухарестского договора 1812 года — в составе Российской империи. С 1918 по 1940 годы — в составе Румынии. С 1940 года — в составе СССР. С 1991 года — в составе независимой Украины.

## Население
- 1930 год — 213;
- 1989 год — 329;
- 2001 год — 322 человека.